# Астрид Норвежская
Астрид Норвежская (норв. Astrid av Norge полное имя Астрид Мод Ингеборг Норвежская норв. Astrid Maud Ingeborg av Norge; род. 12 февраля 1932, Осло, Норвегия) — норвежская принцесса из династии Глюксбургов, дочь короля Норвегии Олафа V и шведской принцессы Марты, вдова норвежского призёра XV Олимпийских игр по парусному спорту Йохана Мартина Фернера.
Единственная живущая сестра правящего короля Норвегии Харальда V. Одна из президентов организационного комитета VI Зимних Олимпийских игр 1952 года в Осло. В 1954 — 1968 годах выполняла функции первой леди Норвегии.
Является председателем совета Мемориального фонда кронпринцессы Марты, а также патроном нескольких организаций, продолжает выполнять представительские обязанности.
В её честь в 1932 году был назван Берег Принцессы Астрид в Антарктиде.

## Биография

### Детство и юность
Астрид Мод Ингеборг родилась 12 февраля 1932 года на вилле Солбакен в Осло, которую её родители арендовали после пожара на собственной вилле Скаугум. Стала вторым ребёнком и второй дочерью в семье кронпринца Норвегии Олафа и его жены Марты Шведской. Была крещена по лютеранскому обряду 31 марта 1932 года в часовне Королевского дворца и получила имена в честь тети Астрид, которая в то время была кронпринцессой Бельгии. Её крестными родителями стали оба дедушки и бабушки, тетя Астрид, герцогиня Йоркская Елизавета, принцесса Тира Датская, принц Евгений, герцог Нерки и принц Георг, герцог Кентский. Девочка имела старшую сестру Рагнихильду. Норвегией в это время правил их дед Хокон VII.

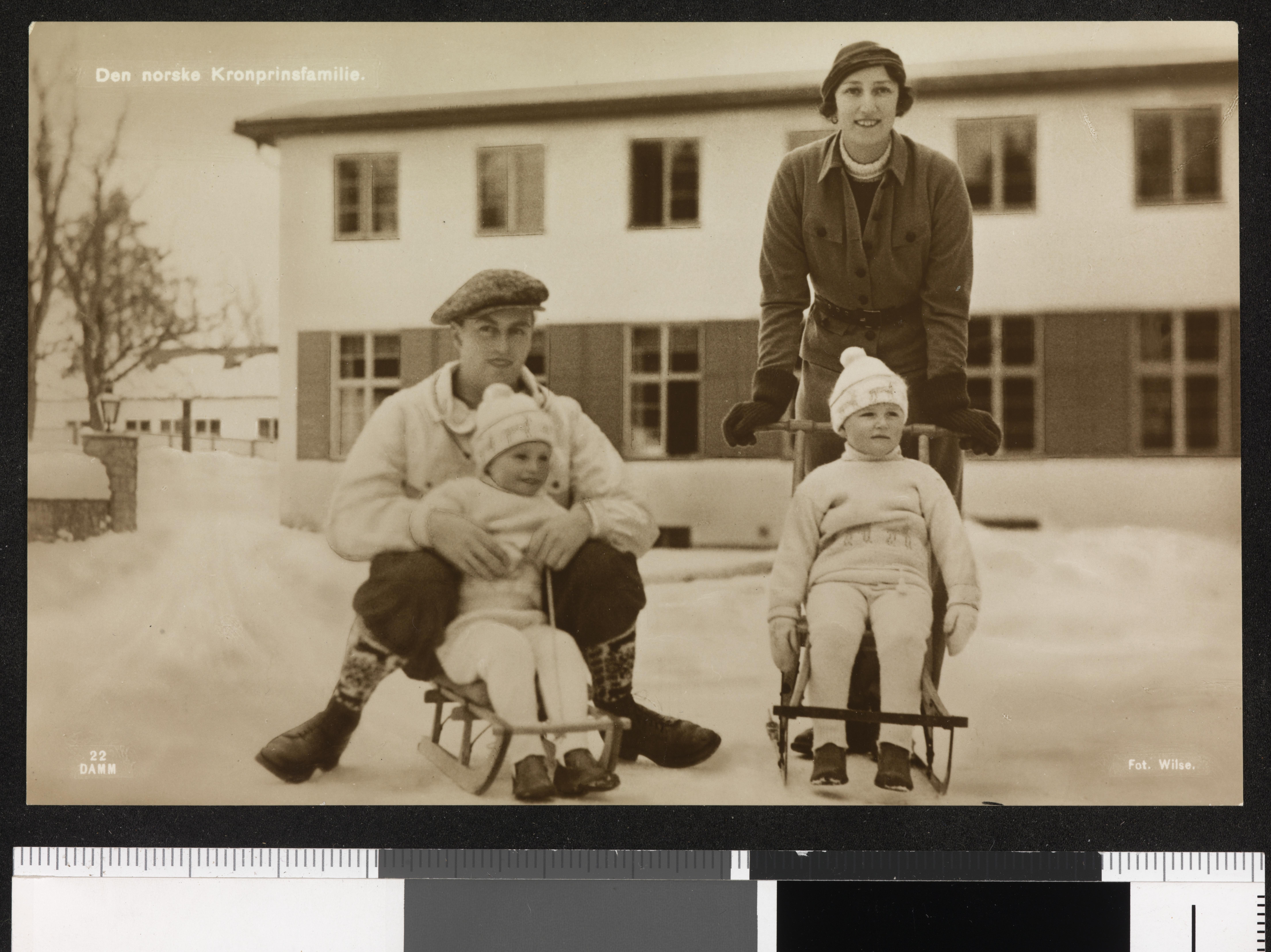
Астрид (на руках у отца) с сестрой и родителями, 31 марта 1937

В возрасте нескольких месяцев Астрид перевезли в восстановленную виллу Скаугум, где и прошло её детство. В доме царила теплая и уютная атмосфера. В 1937 году там же родился младший брат — Харальд. Тогда же девочка начала свое обучение в «школе принцессы», созданной её матерью. Вместе с ней учились ещё пять учеников.
С вторжением нацистских войск в Норвегию 9 апреля 1940 года, родители вывезли Астрид с братом и сестрой поездом в нейтральную Швецию. В середине августа они отплыли из финского порта Петсамо в Америку на корабле ВМС США «Американский легион». Всего на борту находилось 897 человек. В Нью-Йорк прибыли 28 августа. Марта с детьми сначала разместились в гостинице «Уолдорф-Астория», а затем переехали в личную резиденцию президента Франклина Рузвельта в Гайд-парке. Позже некоторое время снимали дом в Бостоне, штат Массачусетс. В конце концов, президент подыскал им небольшую усадьбу Пуке Хилл вблизи Вашингтона. Там они провели время с октября 1940 года по май 1945 года. Отец, оставаясь в Европе, изредка навещал семью. На праздники детей с матерью часто приглашали президент США с супругой. Астрид с родными участвовала во встречах с норвежскими моряками торгового флота, гражданскими норвежцами и военными, которые специально приезжали в Пуке Гилл. Вместе с сестрой она училась в местной частной школе. На родину вместе с семьей вернулась 7 июня 1945 года на корабле «Норфолк».
По возвращении училась в муниципальной школе Nissen Pikeskole (нынешнее название Hartvig Nissens skole, школа Хартвига Ниссена) в Осло, которую закончила в 1950 году. После этого сразу поступила в колледж Леди-Маргарет Холл в составе Оксфордского университета, где в течение двух лет изучала философию, социальную экономику и политическую историю. Позже осваивала искусство шитья в Märthaskolen в Осло и кулинарию в домашней школе Lolly Ræstads husholdningsskole. Также интересовалась ремеслами и осваивала изготовления и роспись керамики в мастерской Халвора Сандос. В Скаугуми принцесса установила печь для обжига керамики, и многочисленные друзья и родственники получали от неё собственноручно сделанную керамическую утварь с монограммой AMI.
В 1952 году принцесса вместе с дедом Хоконом VII и Олафом Гельсетом стали президентами организационного комитета VI Зимних Олимпийских игр 1952 года в Осло. В следующем году её сестра Рагнихильда вышла замуж за судостроителя Эрлинга Лоренцема и переехала в Бразилию.

### Первая леди

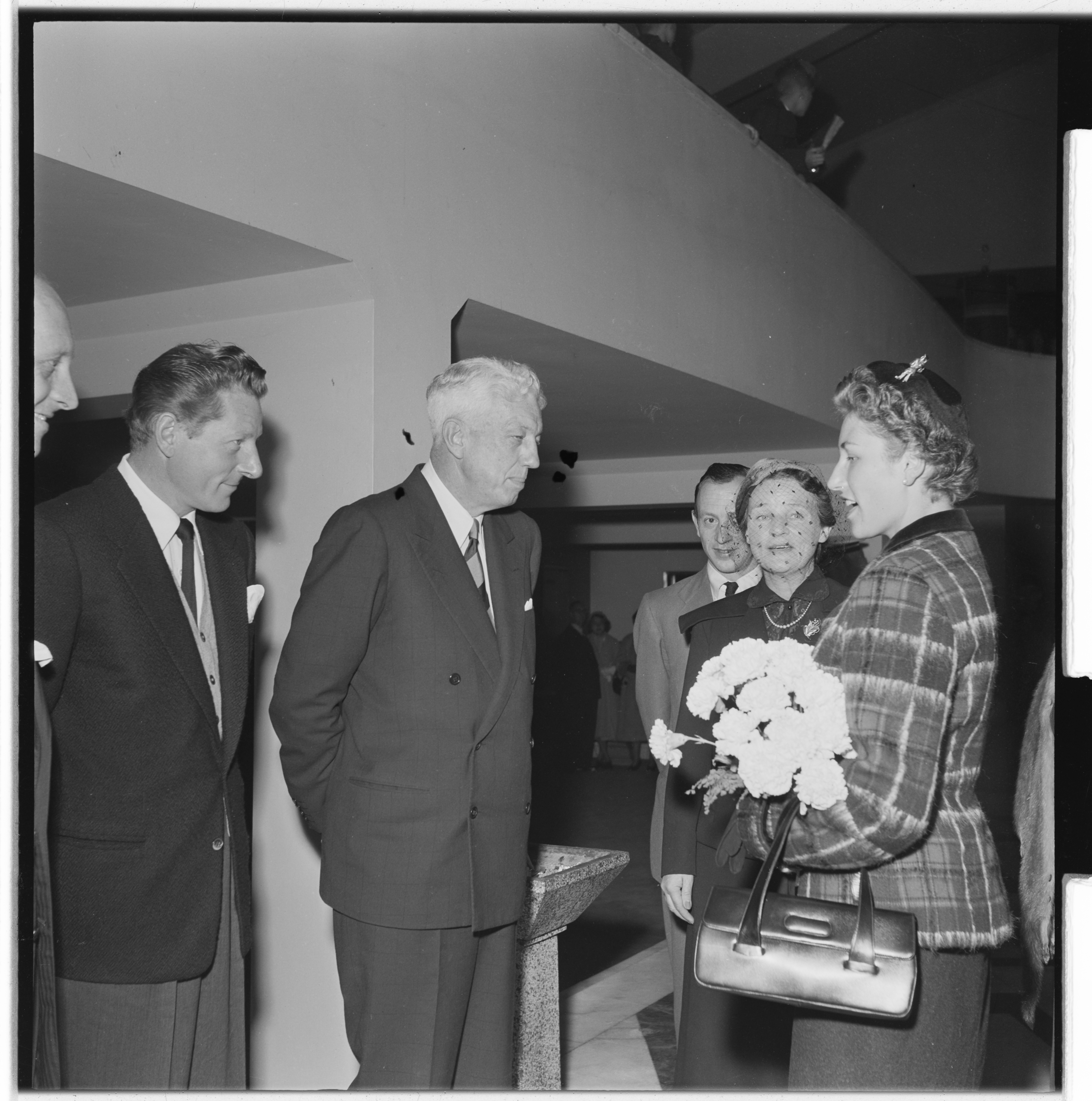
Принцесса на встрече с Морисом Пате и Дэнни Кеем, 9 октября 1955

5 апреля 1954 года ушла из жизни, так и не став королевой, мать принцессы. Бабушки Мод не стало ещё в 1938 году. Астрид в течение следующих четырнадцати лет выполняла функции первой леди Норвегии. Работала с дедом, а впоследствии — с отцом, распределяя должностные обязанности, включая государственные визиты. Олаф V стал королем в сентябре 1957 года. Ещё до этого за хорошее исполнение своей миссии Астрид получила орден Святого Олафа.
Она совершала поездки по миру и сопровождала короля или кронпринца. Так, вместе с отцом приняла участие в визите в Тронхейм и Дании в 1958 году, а в следующем году сопровождала его в поездке по Северной Норвегии. Представляла страну за рубежом, в том числе на торжествах по 100-летия штата Миннесота и на Всемирной выставке в Брюсселе. По воспоминаниям Астрид много лет спустя, все это было для неё приключением. Также во время государственных визитов и других мероприятий была хозяйкой во время обедов в Королевском дворце и на вилле Скаугум.
В 1961 году принцесса вышла замуж, однако продолжала выполнять функции первой леди страны, уделяя особое внимание задачам, связанным с силами обороны страны.
С женитьбой кронпринца Харальда в августе 1968 года, обязанности первой леди перешли к его жене Соне Харальдсен.

### Брак и дети

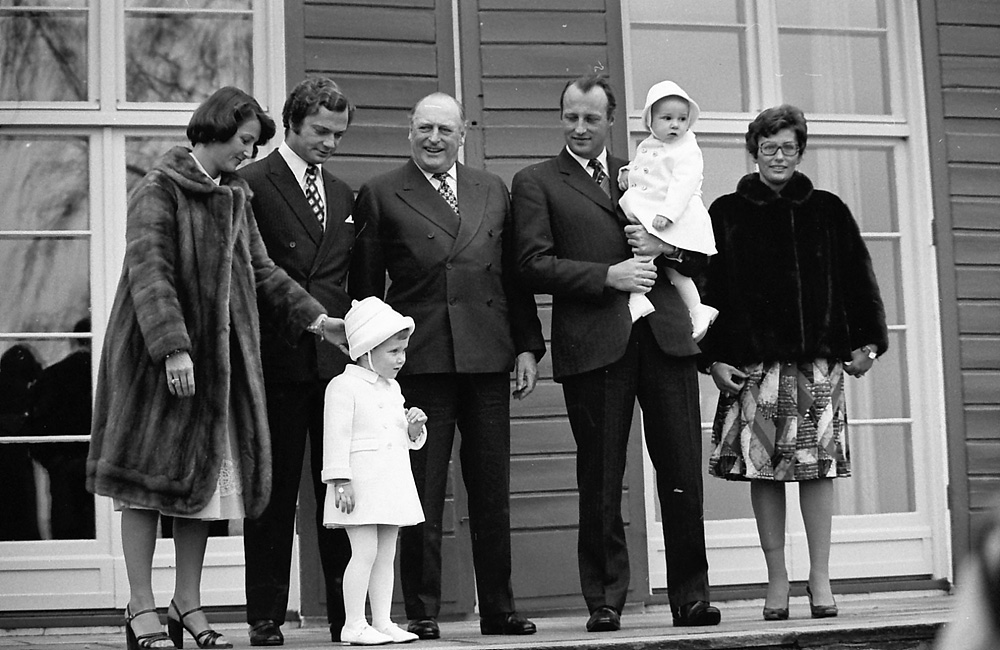
Слева направо: кронпринцесса Соня, король Швеции Карл XVI Густав, король Норвегии Улаф V, кронпринц Харальд и принцесса Астрид, 10 октября 1974

В ноябре 1959 года принцесса Астрид обручилась с бизнесменом и спортсменом Йоханом Мартином Фернером. Жених за три года до этого развелся с первой женой. Это привело к дебатам в обществе в 1960 и 1961 годах, где обсуждался развод Фернера. Вопрос повторного брака был спорным для норвежской церкви, поскольку ранняя и текущая основные интерпретации Нового Завета выражали запрет на него.
В конце концов, 28-летняя Астрид вышла замуж за Йохана Мартина Фернера, который был старше её на пять лет. Венчание состоялось 12 января 1961 в кирхе Аскера в Акерсхусе. Церемонию провел епископ Арне Фьельбу. Отмечали свадьбу на вилле Скаугум с гостями из всех королевских домов Европы. Король решил, что дочь после замужества имеет право титуловаться принцесса Астрид фру Фернер. Брак оказался прочным. Фернер оказался хорошим и общительным человеком. У супругов родилось пятеро детей:
- Екатерина (род. 1962) — с 9 декабря 1989 года жена менеджера Арильда Йохансена:
  - Себастьян Фернер Йохансен (родился 9 марта 1990 года в Осло).
  - Мадлен Фернер Йохансен (родилась 7 марта 1993 года в Осло).
- Бенедикта (род. 1963) — предприниматель, имела магазин модной одежды в 1997—2013 годах, была дважды замужем, детей нет;
- Александр (род. 1965) — женат на исландке Маргарет Худмунсдоттир:
  - Эдвард Фернер (родился 28 марта 1996 года в Бэруме).
  - Стелла Фернер (родилась 23 апреля 1998 года в Бэруме)
- Елизавета (род. 1969) — была замужем за Томом Бекманом:
  - Бенджамин Фернер Бекманн (родился 25 апреля 1999 года в Осло).
- Карл-Кристиан (род. 1972) — работает в семейной компании Ferner Jacobsen AS, женат на Анне-Стеной Слаттем Карлсен, двое детей[12].
  - Фэй Фернер (родилась в октябре 2018 г.).
  - Фам Фернер (родился в январе 2021 г.).

Семья жила в нейборгуди Виндерен. Астрид любила занятия спортом и активный отдых. Ей удалось сохранять значительную приватность в личной жизни. В 2015 году Йохан Мартин Фернер умер.

### Настоящее

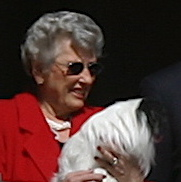
Принцесса Астрид 17 мая 2007

Сейчас Астрид живёт в лесистой местности Нордмарк к северу от Осло. Продолжает выполнять официальные обязанности. Является председателем Мемориального фонда кронпринцессы Марты, а также патроном нескольких организаций. Из-за слабых ног часто пользуется костылями. В свободное время любит вязать, вышивать, читать и разрисовывать фарфор. Интересуется спортивными мероприятиями и мероприятиями на свежем воздухе, часто вместе с королем Харальдом бывает в Хольменколлене, где расположен один из старейших в мире лыжных трамплинов.

В 2002 году правительство Норвегии назначило ей почетную пенсию. Официальное заявление гласило:
 "Норвежское государство решило продемонстрировать свое признание усилий принцессы Астрид фру Фернер, для Норвегии. Как первой леди страны в течение ряда лет, а также в связи с выполнением широких задач представительства. По этой причине ей будет предоставлена почетная пенсия казначейства ".
 В 2005 году Астрид участвовала в торжествах, посвященных 60-й годовщине окончания Второй мировой войны, включая открытие мемориальной доски, посвященной периоду пребывания норвежского монарха в Лондоне.
В феврале 2012 года принцесса отпраздновала свой 80-летний юбилей частным ужином в Королевском дворце в Осло.

## Патронаж
- Фонд 3,14 галерея 3,14 — международная художественная галерея Хордаланн;
- Ассоциация норвежских женщин в области общественного здравоохранения;
- Норвежская ассоциация женщин и семьи;
- Норвежский женская лига обороны (Kvinners Frivillige Beredskap, KFB) — организация для координации усилия женщин по усилению готовности Норвегии в случае войны, стихийных бедствий или несчастных случаев.
- Художественная ассоциация Осло,
- Христианский союз женской молодежи в Лондоне (KFUK-hjemmet i London)
- Норвежская ассоциация добровольной обороны женщин (Norges Lotteforbund, NLF) — женская организация, направленная на укрепление оборонной способности страны и привлечения женщин к работе тотальной обороны как в мирное, так и в военное время.
- Внутреннее колесо Норвегии — женская организация, направленная на поддержку женщин и детей[14][15].
- Норвежская ассоциация дислексии;
- Норвежский организация Диссимилис (лат. Dissimilis — В отличие от) — организация проведения культурных развлекательных мероприятий для людей с ограниченными возможностями;
- Норвежская ассоциация пациентов с хронической болью;
- Тронхеймский симфонический оркестр[16].

## Награды

### Национальные
- Большой крест ордена Святого Олафа (Норвегия) (1956
- Королевский семейный орден короля Хокона VII[17] (Норвегия)
- Королевский семейный орден короля Олафа V (Норвегия)
- Королевский семейный орден короля Гарольда V (Норвегия)
- Памятная медаль Золотого юбилея короля Хокона VII (Норвегия) (18 ноября 1955)
- Памятная медаль «В память короля Хокона VII» (Норвегия) (1 октября 1957)
- Памятная медаль 100-летия короля Хокона VII (Норвегия) (3 августа 1972)
- Памятная медаль серебряного юбилея короля Олафа V (Норвегия) (21 сентября 1982);
- Памятная медаль «В память короля Олафа V» (Норвегия) (30 января 1991)
- Памятная медаль 100-летия короля Олафа V (Норвегия) (2 июня 2003)
- Памятная медаль Столетие Королевского Дома (Норвегия) (18 ноября 2005)
- Памятная медаль серебряного юбилея короля Харальда V (Норвегия) (17 января 2016)[18].

### Иностранные
- Большой крест ордена Короны (Бельгия)
- Большой крест ордена «За заслуги перед Федеративной Республикой Германия» 1 класса (Германия)
- Большой крест ордена Белой розы (Финляндия)
- Большой крест ордена «За заслуги» (Франция)
- Большая лента ордена Звезды Иордании (Иордания)
- Большой крест ордена Адольфа Нассау (Люксембург)
- Большой крест ордена Короны (Нидерланды)
- Большой крест ордена Заслуг (Португалия) (2 октября 1981)
- Большой крест Орден Изабеллы Католической (Испания) (12 апреля 1982)
- Большой крест ордена Исландского сокола (Исландия) (26 октября 1993)
- Большой крест ордена Полярной звезды (Швеция)
- Памятная медаль в честь 90-летия короля Густава V (Швеция) 21 мая 1948)
- Памятная медаль в честь 50-летия короля Карла XVI Густава (Швеция) (30 апреля 1996)
- Большая лента ордена Чула Чом Клао (Таиланд)

## Титулы
- 12 февраля 1932 — 12 января 1961 — Ее Королевское Высочество Принцесса Астрид Норвежская;
- 12 января 1961 — до сих пор — Ее Высочество Принцесса Астрид Фру Фернер.